# Jonatan Tarquini
Jonatan Gabriel Tarquini (Santa Fe, Argentina; 27 de junio de 1994) es un futbolista argentino. Juega como delantero y su primer equipo fue Unión de Santa Fe. Actualmente esta sin club.

## Trayectoria
Nacido en Santa Fe, Jonatan Tarquini se formó en las divisiones inferiores de Unión e hizo debut como profesional con la camiseta rojiblanca el 18 de mayo de 2014, en el empate 1-1 ante Atlético Tucumán: ese día ingresó a los 34 del ST en reemplazo de Sebastián Caballero. Una vez finalizada la temporada, fue uno de los cinco juveniles que firmó su primer contrato con el club.
Jugó también en Brown de Adrogué, Sarmiento de Humboldt, Sanjustino, Unión Santo Domingo y Juventud Antoniana de Salta.

## Clubes
| Club                        | País      | Año       |
| --------------------------- | --------- | --------- |
| Unión de Santa Fe           | Argentina | 2014-2015 |
| Brown de Adrogué            | Argentina | 2016      |
| Unión de Santa Fe           | Argentina | 2016-2017 |
| Sarmiento de Humboldt       | Argentina | 2017      |
| Sanjustino                  | Argentina | 2018      |
| Unión Santo Domingo         | Argentina | 2019      |
| Sanjustino                  | Argentina | 2021      |
| Juventud Antoniana de Salta | Argentina | 2021-2022 |
| Sanjustino                  | Argentina | 2022-Act. |

### Estadísticas
- Actualizado al 28 de enero de 2022

| Club                         | Div.                | Temporada           | Liga | Liga | Copa Nacional | Copa Nacional | Copa Internacional | Copa Internacional | Total | Total |
| Club                         | Div.                | Temporada           | PJ   | G    | PJ            | G             | PJ                 | G                  | PJ    | G     |
| ---------------------------- | ------------------- | ------------------- | ---- | ---- | ------------- | ------------- | ------------------ | ------------------ | ----- | ----- |
| Unión Argentina              |                     |                     |      |      |               |               |                    |                    |       |       |
| 2.ª                          | 2013/14             | 4                   | 0    | 0    | 0             | -             | -                  | 4                  | 0     |       |
| 2.ª                          | 2014                | 4                   | 0    | -    | -             | -             | -                  | 4                  | 0     |       |
| 1.ª                          | 2015                | 0                   | 0    | 0    | 0             | -             | -                  | 0                  | 0     |       |
| 1.ª                          | 2016/17             | 0                   | 0    | 1    | 0             | -             | -                  | 1                  | 0     |       |
| Total                        | Total               | 8                   | 0    | 1    | 0             | -             | -                  | 9                  | 0     |       |
| Brown (A) Argentina          |                     |                     |      |      |               |               |                    |                    |       |       |
| 2.ª                          | 2016                | 2                   | 0    | 0    | 0             | -             | -                  | 2                  | 0     |       |
| Total                        | Total               | 2                   | 0    | 0    | 0             | -             | -                  | 2                  | 0     |       |
| Juventud Antoniana Argentina |                     |                     |      |      |               |               |                    |                    |       |       |
| 4.ª                          | 2021/22             | 8                   | 0    | -    | -             | -             | -                  | 8                  | 0     |       |
| Total                        | Total               | 8                   | 0    | -    | -             | -             | -                  | 8                  | 0     |       |
| Total en su carrera          | Total en su carrera | Total en su carrera | 18   | 0    | 1             | 0             | -                  | -                  | 19    | 0     |

## Palmarés
| Título                     | Club               | País      | Año  |
| -------------------------- | ------------------ | --------- | ---- |
| Ascenso a Primera División | Unión de Santa Fe  | Argentina | 2014 |
| Ascenso al Federal A       | Juventud Antoniana | Argentina | 2022 |